# ETC 타워
ETC 타워는 영국 런던에 제안된 마천루로 완공된다면 유럽최초로 500m 건물 타이틀을 차지하며 유럽에서 가장 높은 건물이된다.